# Storia di Velletri

La storia di Velletri, città di poco più di 52 000 abitanti situata ai margini meridionali della provincia di Roma, sulle propaggini dei Colli Albani in vicinanza dell'Agro Pontino, raccoglie un insieme di eventi che hanno influenzato in maniera spesso importante la storia del Lazio. Già l'antica Velitrae, roccaforte dei Volsci, diede filo da torcere ai Romani che poterono entrarvi da conquistatori solo nel 338 a.C., mentre in età moderna a Velletri si sono combattute due diverse battaglie (nel 1744 e nel 1849) nell'ambito rispettivamente della guerra di successione austriaca e dell'assedio di Roma in conseguenza della proclamazione della Repubblica Romana. Durante la seconda guerra mondiale la città ha subito ingenti danni a causa della sua strategica posizione in quanto punto della linea Hitler, estremo baluardo difensivo tedesco tra Velletri e Valmontone prima della presa di Roma nel giugno 1944.

## Età antica (III millennio a.C. - 476)

### Età pre-romana (III millennio a.C. - 338 a.C.)
I primi insediamenti nel territorio di Velletri sono fatti risalire al Paleolitico medio, invece l'origine del più antico raggruppamento urbano è etrusca e la fondazione dovrebbe essere avvenuta intorno al 700 a.C., quando gli Etruschi, muovendo dall'attuale Toscana verso il sud Italia fondavano città nei punti strategici.
Il nome Velletri è etrusco significa probabilmente luogo dove si coltiva ("VEL" luogo e "THER" coltiva), simile a quello di Vetralla e Veroli, altri insediamenti fondati dal popolo etrusco. Nonostante tutto esistono molte fonti che le attribuiscono erroneamente una fondazione volsca, cioè ad opera del popolo dei Volsci; questo perché la città perse la dominazione etrusca intorno al 500 a.C. e fino al 338 a.C., quando venne conquistata definitivamente dai romani, Velletri passò sotto il controllo di vari popoli tra cui Volsci, Latini e Romani. Quello dei Volsci comunque fu un popolo che segnò socialmente Velletri, visto che la città si trovava sul confine tra il territorio di Roma e quello di questa popolazione osco-umbra originaria forse della Sabina, e poi stanziatasi nelle aree del Lazio meridionale. Anche la lingua che si parlava a Velletri era la lingua volsca, lingua che rimase in uso per alcuni secoli dopo la conquista di Roma. Esistono poi leggende che narrano come Velletri fosse fondata dai rifugiati di Troia; ma sono leggende che ogni città del luogo, tra cui la stessa Roma, ha fatto proprie, e non vanno prese in seria considerazione.

### Età romana (338 a.C. - 476)
La città fu sottomessa da Roma nel 338 a.C. dopo una guerra di circa due secoli, che aveva visto Velletri cambiare bandiera più volte a seconda di quale etnia (Volsci, Latini, Romani) veniva a costituirsi nella città dopo epidemie e guerre che decimavano l'etnia dominante. Nel 356 a.C. Velletri aveva assunto un ruolo predominante, poteva contare su solide mura difensive costruite nei periodi di pace e così riuscì addirittura a saccheggiare Roma che in quel periodo era stata appena depredata dai Galli senoni. Questo gesto costerà caro a Velletri ma in generale a tutti i popoli Latini: Roma, infatti, riorganizzerà il suo esercito e darà vita alle guerre latine che andarono dal 340 al 338 a.C. e culmineranno con la definitiva sconfitta dei popoli della Lega latina e la conquista di Velletri da parte del console romano Furio Camillo, che si dice riuscì ad espugnarla perché un traditore di notte aprì le porte della città. In ogni modo Furio Camillo farà abbattere le mura difensive, che saranno ricostruite solo nell'ottavo secolo per difendersi dai predoni Arabi: la città conserva ancora quest'avvenimento, infatti nel Medioevo sarà ripristinata la porta dove entrò il console e fu chiamata appunto "Porta Furio" e, ancora oggi, la strada interna della città che portava a questa porta è chiamata "Via Furio".
Dopo quest'atto nascerà la Velletri municipio Romano che combatterà a fianco dei Romani sia contro Pirro sia contro Annibale e darà legionari alla repubblica e poi all'impero e avendo in cambio uno dei periodi più fiorenti della sua storia millenaria. In questi secoli di prosperità si costruirà molto, la città sarà scelta come dimora di campagna d'imperatori e personaggi illustri. Ricordiamo per esempio che a Velletri morì Claudia Atte, liberta e amante di Nerone; Catilina vi organizzò la sua fallimentare congiura con l'aiuto di ex-legionari; inoltre e vi sono state trovate la tomba di Sesto Vario Marcello, padre dell'imperatore Eliogabalo, e altre tombe di personaggi importanti come quella di un certo Baebus, forse un ebreo, e quella di uno schiavo di nome Datus, di origine africana. Questi ritrovamenti testimoniano il cosmopolitismo di Velletri. Sappiamo inoltre che Caligola, insieme ad altri imperatori, aveva una villa a Velletri, dove secondo alcuni storici festeggiò anche un compleanno; lo stesso Caligola fece costruire a Velletri dei bagni pubblici che esistono ancora oggi: le tre cisterne principali situate vicino alla chiesa di San Clemente; l'imperatore inoltre diede alla città una libertà quasi totale da Roma.
Nel 120 sarà costruito un anfiteatro (ristrutturato nel 364) simbolo di prestigio e importanza che si unirà ai diversi tempi, tra cui quello di Giove, Mitra ed Ercole. Del forzuto semidio se ne contavano addirittura tre: uno di questi è l'attuale chiesa di San Giovanni in Plagis. Questo perché la città era molto legata a Ercole: si racconta che nell'antichità un bandito ferocissimo saccheggiasse i territori veliterni e che gli abitanti per ucciderlo chiamarono proprio il forte semidio; nella stessa epoca si poteva ammirare anche il tempio di Apollo e Diana, costruito quest'ultimo in una zona conosciuta ancora adesso come "Sole e Luna", proprio in retaggio dei due Dei associati al culto del Sole e della Luna, oppure il tempio di Saturno che secondo una delle tante leggende sarebbe stato il fondatore della città (non a caso Saturno era il Dio dell'agricoltura); oggi questo tempio è la chiesa di San Michele Arcangelo. Infine si ergeva il famoso tempio di Marte, descritto anche da Svetonio e già tempio sacro della gente volsca; in quel periodo esso diede grande importanza e prestigio alla città: venivano organizzati giochi in onore del Dio guerriero che richiamavano molti spettatori e concorrenti dalle città vicine. Non a caso Velletri era considerata "Urbs inclyta Martis" celebre città di Marte.
Per quanto riguarda il Cristianesimo secondo tradizione Velletri sarà convertita da un certo Clemente poi divenuto il quarto papa della chiesa con il nome di Papa Clemente I nell'88. Sembra che costui nacque proprio a Velletri. Nel 350 il tempio di Marte diventerà una chiesa cristiana dedicata proprio a San Clemente.

#### Augusto e laGens Octavia
La città inoltre fu patria della gens Octavia da cui discese Augusto, da ciò la diatriba secolare tra gli storici romani e veliterni che vogliono rispettivamente legare la nascita del primo imperatore romano alla propria città. Oggi sappiamo che probabilmente Augusto nacque a Roma, ma che discese dalla gens Ottavia, originaria come già detto di Velletri ed entrata nel Senato Romano dopo l'estenuante lotta secolare che portò i Romani a conquistare Velletri; il suo biografo Svetonio c'informa che Augusto passò la sua infanzia a Velletri dove la famiglia Ottavia era la più importante e possedeva varie proprietà; ma come lo stesso Svetonio precisa che Augusto nacque a Roma.
Pare però che Augusto, divenuto imperatore, nascose le sue origini umili perché da primo imperatore romano si vergognava di non essere di pura stirpe romana. Inoltre lo storico greco Cassio Dione Cocceiano riporta invece che Augusto era nato proprio nella città di Velletri. Possiamo citare poi una leggenda antichissima che afferma che durante le fasi della guerra tra Roma e Velletri al tempio l'oracolo sentenziò: "Un cittadino veliterno s'impadronirà del mondo". Probabilmente questa leggenda è stata inventata di sana pianta in seguito alla nascita di Augusto, ma dimostra lo stretto legame di Augusto con la città; esiste inoltre un'altra che racconta che chi entrava nei ruderi della villa d'Augusto a Velletri fosse scagliato fuori da una forza sconosciuta, e che un contadino, volendo dimostrare il suo coraggio e la falsità di questa storia, decise di passare una notte nei resti della villa dell'imperatore, ma fu sbattuto fuori con tutto il giaciglio. La Velletri fiorente dell'era romana cadrà in disgrazia quando Costantino I nel 330 sposterà la capitale da Roma a Costantinopoli.

### L'Alto-Medioevo e la decadenza
Dopo la caduta dell'impero romano Velletri fu devastata dai barbari, prima dai goti di Alarico che avevano da poco compiuto il saccheggio di Roma, questi si insidieranno a Velletri tanto che il suo primo vescovo fu proprio di origine Gota, la città sarà temporaneamente liberata dai Bizantini del grande generale Belisario che il 9 dicembre 536 entrò a Velletri mentre dal sud Italia marciava verso Roma, durante i fatti della Guerra gotica. In seguito la città fu toccata anche dall'altro generale bizantino Narsete che sappiamo riconobbe a Velletri la fedeltà verso l'Impero tanto che diede alla città delle libertà speciali poi riconfermate dall'Imperatore Giustiniano I, così qui si formerà la prima parte del motto della città di Velletri cioè Est mihi libertas imperialis. Sempre durante le fasi della guerra gotica entrerà in città anche il grande condottiero dei goti Totila. Da quello che ci raccontano gli storici cristiani fu un sanguinario in realtà la sua figura fu molto più alta e nobile.
In questo periodo Velletri era un passaggio cruciale tra il nord e il sud Italia visto che la vicina Palude Pontina dalla caduta dell'impero Romano era tornata un posto malarico e inospitale, così Velletri che si adagiava sui colli Albani rimaneva l'unico percorso percorribile attraverso la via Appia Antica. Finita la Guerra tra i Bizantini ei Goti la penisola subì l'ultima e più disastrosa invasione barbarica, quella dei Longobardi, entrati attraverso le Alpi intorno al 568 e che spedirono l'Italia in pieno Medioevo. Possiamo immaginare che nella loro discesa verso il sud dello stivale i Longobardi passarono anche da Velletri che ormai del ricco e fiorente centro romano conservava solo il ricordo, dato che la città era semi-spopolata dai 15 000 abitanti di qualche secolo prima era passata ad appena 1.000. Lo stesso papa Gregorio Magno nel 592 con una lettera al vescovo ordino ai cittadini di abbandonare la città perché insicura, questa lettera è molto importante perché ci dice che Velletri in questo periodo faceva parte del Ducato di Roma ed era tenuta molto in considerazione. Il fatto di far parte del ducato di Roma diede la possibilità alla città di non dover subire troppo le angherie dei Longobardi.
Nel 730 ormai insofferente verso Goti, Longobardi e gli stessi Bizantini, Velletri si schierò al fianco del Papa, ricevendone in cambio una certa autonomia nei confronti dello stato pontificio. A tale circostanza si deve la nascita del motto completo della città ("EST MIHI LIBERTAS PAPALIS ET IMPERIALIS") che campeggia ancora oggi nello stemma cittadino.
Nel 774 Velletri venne visitata da Carlo Magno che trascorreva la pasqua da Papa Adriano I, sappiamo anche che una delegazione di Velletri era presente nell'800 quando Carlo Magno venne incoronato da papa Leone III.
In questo periodo intorno all'865 l'allora vescovo di Velletri Gauderico redasse un racconto sulla vita dei Santi Cirillo e Metodio, più precisamente su Cirillo che aveva riportato, sembra, le reliquie di San Clemente in Italia.
Come ultimo fatto di fine millennio Velletri subirà anche le aggressioni dei Saraceni che dalla Sicilia si stavano spingendo in centro-Italia. In questo periodo la città si doterà nuovamente di mura difensive, mura che non esistevano più ormai dal lontano 338 a.C. vale a dire quando Roma repubblicana assoggettò Velletri. Anche la minaccia Saracena finirà nel 915 d.C. con la battaglia del Garigliano combattuta da Giovanni X; con questo si chiuderà il primo millennio.
(La versione su riportata non ha base storiche. Essa si basa solamente sul racconto che ne fa Alessandro Borgia nella sua Istoria, il quale dice di averla presa dall'opera imperfetta di suo padre. Theuli che scriveva 80 anni prima del Borgia dice di non sapere da dove avesse avuto origine il motto EST MIHI LIBERTAS PAPALIS ET IMPERIALIS che compare per la prima volta nel XVII secolo su un sigillo di metallo venuto alla luce in quel periodo e conservato nel museo Ginnetti e su cui si leggeva: Signum Communis Veletri, Sit vobis papalis libertas imperialis. Ascanio Landi, primo storico veliterno, non ne parla affatto. . Il millennio si chiude con l'atto di enfiteusi che il vescovo di Velletri Leone sancì con il consul et dux Demetrio di Melioso nel 946, data che può essere considerata come l'inizio dello sviluppo comunale del periodo successivo)

## Basso Medioevo e Rinascimento
Dopo l'anno mille comincia a esserci una stabilizzazione generale della penisola italiana: l'Italia ha trovato una sua stabilità, anche se ormai è irreparabilmente divisa in ducati e piccoli regni, per lo più di origine barbarica, e città-stato più o meno grandi.
Velletri in questo periodo comincia a maturare la sua idea di comune indipendente, cioè di auto-governarsi con leggi proprie, magistrati propri, governanti eletti dal popolo: lo testimonia anche lo stemma cittadino, nato in questo periodo, che ritrae, infatti, un'aquila bicefala coronata, forse ispirata a quella Paleologa bizantina, e reca all'interno la scritta già citata in latino; lo stemma all'interno ha anche tre torri e tre alberi dall'oscuro significato (probabilmente sono riferimenti culturali romani o pre-romani).
Tutto questo mentre le città vicine diventavano castelli di signorotti e famiglie aristocratiche locali, che daranno poi origine alla denominazione Castelli romani che anche oggi è attribuita a questa zona. Velletri lotterà orgogliosamente e bellicosamente per difendersi dai vari aggressori desiderosi di assoggettarla per il suo appetibile territorio e per la posizione strategica, ma anche per le sue scelte politiche indipendenti.
Il comune di Velletri nel 1100 aveva come struttura governativa un parlamento per gli affari più importanti come le elezioni dei magistrati, mentre per gli affari più ordinari c'era un consiglio maggiore formato da circa 120 cittadini; infine c'era il consiglio di credenza che serviva come organo di controllo ed era formato da nobili. In seguito, per affrontare meglio i problemi d'emergenza, il Comune passa all'istituzione dei “signore nove” o “nove bravi uomini” che avevano il compito di governare sotto mandato del popolo ma in modo più immediato.
Velletri, nonostante fosse un piccolo comune, riuscì lo stesso a crearsi un suo spazio, anche grazie alla fedeltà che più volte dimostrerà al papato, fedeltà non disinteressata perché i papi più volte corsero in aiuto di Velletri nei momenti di difficoltà. Quest'amicizia era dovuta al fatto che la città fu frequentata da molti futuri papi, che vi studiarono in gioventù o vi ricoprirono la carica di Vescovo. La diocesi di Velletri, oggi Sede suburbicaria di Velletri-Segni, è una delle più antiche al mondo e ha il record del maggior numero di vescovi-cardinali divenuti Papa.
Il 12 marzo del 1088 con conclave a Terracina divenne Papa il vescovo di Velletri Oddone, che prese il nome di Urbano II e passerà alla storia per avere indetto la prima crociata. Fu osteggiato dall'antipapa Clemente III, ma Velletri rimarrà fedele al vero Papa. In questo periodo Velletri riesce a resistere all'assedio di Roberto Il Guiscardo, duca dei Normanni, che marciava verso Roma e aveva già saccheggiato Cisterna di Latina e Sezze.
Il 27 agosto 1181 fu eletto Papa un altro vescovo di Velletri, Ubaldo Allucignoli, che prenderà il nome di Lucio III. L'evento straordinario per la città è che il conclave si tenne in Velletri nella cattedrale di San Clemente, dove il nuovo pontefice mantenne la sua sede pontificia per due anni durante i quali proclamò sette nuovi cardinali e, sembra, ricevette il Re di Scozia in visita.
Nel 1205 venne nominato vescovo di Firenze Giovanni da Velletri, che si distinse per le sue doti diplomatiche e l'alta fedeltà al Papato. Qualche anno più tardi, nel 1222, giunse a Velletri San Francesco d'Assisi.
Nel 1240 Velletri era diventata una città fiorente e appetibile tanto da far gola a molti. In questo periodo comincia la lotta che la città porterà avanti nei secoli per la sua indipendenza, tanto da potersi vantare di non aver mai avuto un signore o una famiglia aristocratica come padrone. La città istituì la figura del Podestà che restava in carica per sei mesi e disponeva dei poteri decisionali per una maggiore immediatezza governativa.
Negli anni seguenti, durante la lotta tra papa Gregorio IX e l'imperatore Federico II di Svevia, Velletri restò fedele al Papa che, tra l'altro, era già stato suo vescovo.
In questo frangente fu addirittura il comune di Roma, quasi totalmente fedele a Federico, che cercò di sopraffare Velletri con un attacco a sorpresa, ma Velletri riuscì a resistere, tanto che lo stesso papa Gregorio lodò Velletri per la sua fedeltà di fronte al tradimento dei Romani che nel frattempo avevano rinunciato ai loro propositi anti-papalini.
Nel 1261 il comune di Velletri confermò la sua indipendenza, mentre un altro vescovo di Velletri, Rinaldo dei conti di Segni, divenne Papa con il nome di Alessandro IV. Questo Papa, oltre a tenere avocata a sé la cattedra di Velletri, donò anche alla città la splendida Crux Veliterna ancora oggi conservata a Velletri. Questa croce era stata donata a sua volta da Federico II di Svevia ed è una reliquia di grande valore. Dal 1262 la diocesi di Velletri fu retta da Enrico de Bartolomeis, conosciuto come Enrico da Susa detto anche L'Ostiense, professore di legge a Parigi e ambasciatore del re d'Inghilterra Enrico III presso Papa Alessandro IV.
Nel 1272 ancora un vescovo di Velletri diventò papa: stavolta fu il beato Pietro di Tarantasia eletto pontefice con il nome di Innocenzo V.
Il 3 ottobre 1299 papa Bonifacio VIII fu eletto dai cittadini di Velletri loro podestà per una legislatura. Questo fatto, oltre a rafforzare il legame politico e di amicizia che la città aveva con i Papi, testimonia il timore della città di venire assoggettata dalle potenti famiglie aristocratiche romane con le quali lo stesso pontefice si trovava in conflitto. Nel 1303 a Bonifacio VIII succedette un altro vescovo di Velletri, Nicola Boccassini, divenuto papa con il nome di Benedetto XI.
Il 1300 fu l'inizio di un secolo difficile per il Comune: con lo spostamento della sede papale ad Avignone (la cosiddetta cattività avignonese) Velletri perse l'appoggio dei Papi che avevano sempre sostenuto la fiera indipendenza della città e le famiglia aristocratiche romane come i Colonna e gli Sforza e lo stesso Comune di Roma, che da sempre miravano a prendere il controllo di Velletri, non si lasciano sfuggire l'occasione.
Il Comune di Roma sfruttò il momento di debolezza di Velletri e le impose la sottomissione; quest'ultima, non potendo combattere per disparità di forze, dovette accettare un accordo, firmato il 3 novembre 1312, che segnò la fine del libero comune di Velletri per una semi-autonomia. Quest'accordo nel dettaglio prevedeva che podestà venisse scelto da Roma, ma comunque doveva giurare fedeltà agli antichi statuti di Velletri; al popolo veliterno restava la scelta del giudice, ma i candidati erano proposti da Roma.
Nonostante tutto Velletri non perse il favore dei papi, anzi ricevette i complimenti da Avignone da papa Giovanni XXII per non aver dato asilo a Ludovico il Bavaro che in quel periodo scorrazzava per l'Italia. Nel frattempo, allo scopo di riconquistare la sua totale indipendenza da Roma, alcuni ambasciatori vennero spediti nel 1347 da Cola di Rienzo, che i veliterni avevano aiutato in precedenza, perché quest'ultimo intercedesse in favore di Velletri che era disposta a pagare il comune di Roma per tornare in possesso della sua indipendenza. Il tentativo fallì e fu guerra.
Nel frattempo, nel 1352, fu eletto papa un altro vescovo di Velletri (Innocenzo VI), mentre il nuovo vescovo di Velletri fu nominato legato pontificio per l'Italia e incoronò Carlo IV imperatore a Roma. In questo periodo, nel 1353, la città costruì la Torre del trivio, torre campanile della chiesa di Santa Maria. La torre ha resistito ai secoli e ai disastrosi bombardamenti della seconda guerra mondiale: oggi è possibile ammirarla in piazza Cairoli.
Nel 1362 durante la rivolta di Velletri da Roma sembra che ci sia stata qualche battaglia tra le due città perché i romani si vantano di avere umiliato i veliterni, questa fase di lotta tra le due città deve essere stata molto importante perché lo stesso papa Urbano V successore del cardinal-vescovo di Velletri Innocenzo VI si scomoda per trovare una momentanea tregua tra i due contendenti, ma dura appena dal 1364-1365.
Nel 1370 la lotta è già ripresa e i Romani attaccano Velletri saccheggiandola e rubandole delle campane evidentemente un vessillo importante perché Velletri per immediata vendetta attacca e saccheggia i castelli limitrofi di San Gennaro e di San Pietro in formis (campo morto), alleati di Roma contro Velletri, prendendo le loro campane e sostituendo così quelle saccheggiate dai romani.
Così nel 1374 si arriva a una tregua definitiva tra le due città il trattato è rivisto e Velletri può rieleggere il suo podestà ma comunque questo deve essere riconfermato da Roma, Velletri così ha ridimensionata in parte la sua autonomia ma salva il suo orgoglio.
Intanto la sede pontificia è tornata a Roma e come conseguenza dello Scisma d'Occidente i Papi sono intenzionati a far diventare lo Stato pontificio un solido regno, cioè abbattere tutte le forme di governo autonomo, così papa Benedetto IX si prende il diritto di nominare il podestà di Velletri dopo che quest'ultima aveva appena riconquistato il diritto a una semi autonomia, ricordiamo che Velletri in questo periodo doveva combattere anche le famiglie nobili romane che miravano al controllo del comune, ma questo lo vedremo fra poco.
Adesso vale la pena soffermarci sull'esercito del comune di Velletri in questo periodo la città dovrebbe contare circa 8 000 abitanti che per l'epoca non sono pochi, il suo esercito secondo dati dell'epoca era formato dal classico connubio cavallerie – fanteria. 
La fanteria era divisa in arcieri, balestriere che risulta, fossero molto bravi e famosi e, gli alabardieri, più avanti ci saranno anche i reparti armati di artiglieria e Archibugio, i vari reparti erano divisi per compagnie e si riconoscevano in base al colore (bianchi, verdi, rossi, turchini). 
Ognuna di queste compagnie che in tempo di pace non superavano i cinquanta elementi in guerra potevano arrivare anche a 200 o addirittura a 600, a capo della milizia c'era un “Gran Capitano” o “Capitano Generale” i gradi erano Capitano, tenente, alfiere.
Le coscrizioni erano fatte dai “capi dei venticinque” che avevano il compito di andare nelle varie contrade cittadine e campagnole a precettare gli uomini, come suggerisce il nome, ognuno di questi aveva il compito di organizzare venticinque elementi.
Come detto in precedentemente nel 1300 Velletri porto avanti una doppia guerra quella con il comune di Roma e quella contro gli ormai noti aristocratici romani che puntavano spudoratamente a volere mettere le mani sulla città, che ormai era diventata troppo appetibile e già circondata così dagli altri castelli feudali. 
Nord: aveva Il castello di Nemi già dei Frangiapane poi degli Orsini e dei Colonna, Albano dei Savelli, Marino dei Colonna e San Gennaro degli Annibali;
Sud: Cisterna, Acqua puzza e Fondi dei Caetani che erano dei signori potenti e temibili, Lazzaria degli Annibali e Torecchia dei Conti.
Ovest: Astura dei frangipane, Campobasso prima dei Frangipane poi degli Annibali e infine dei Savelli.
Est: il castello di Lariano che fu prima degli Annibali poi dei colonna (ma come vedremo, diventerà di Velletri), Cori che apparteneva al comune di Roma, Sermoneta e Ninfa dei Caetani.
Nonostante tutto, il comune riesce ad affrontare bene questa grave minaccia, e nel 1342 Nicola Caetani signore di Fondi con i Frangipane e i signori di Olevano attaccano Velletri per distruggerla e rubarle il territorio ma Velletri riesce a respingerli, nel frattempo scoppia una lite tra Velletri e i Savelli ma si arriva a una pace nel 1355.
Il 7 dicembre 1381 il figlio di Nicola Onorato Caetani appoggio l'antipapa Clemente VII durante lo scisma d'occidente facendosi nominare capo della provincia marittima, e pretendendo poi da Velletri il riconoscimento e la sottomissione, per questo assoldo dei mercenario Bretoni.
Velletri naturalmente resto fedele al vero papa e così il Caetani uso i suoi bretoni contro Velletri. 
Dopo un mese di guerriglia avvenne la battaglia decisiva tra l'esercito Veliterno e i mercenari Brettoni presso campo morto la vittoria fu di Velletri si dice perché una pioggia di ghiande voluta da San Gerardo colpi i Brettoni, in realtà sembra che questa pioggia di ghiande non erano altro che i dardi dei balestrieri Veliterni che, come detto erano tra i migliori della zona, comunque sia la vittoria fu dedicata a San Gerardo, e ancora oggi è motivo di orgoglio per Velletri. 
Per il signore di Fondi ormai non c'era più nulla da fare e stanco e sconfitto firmo un trattato di pace con il comune di Velletri nel 1385.
Bisogna porre l'accento però che in questo periodo non tutta Velletri era fedele al papa, divisa com'era tra pecore e lupi detti anche Guelfi o Ghibellini, divisione che caratterizzavano l'Italia di quel periodo.
I filo-papalini che erano formati dalla borghesia restavano la maggioranza e sapevano bene che Velletri poteva sperare di conservare l'indipendenza solo con la fedeltà al Papa, considerata la sua secolare tradizione papalina e la vicinanza geografica alla sede del Papa. 
I lupi o ghibellini invece cercavano la rivincita cittadina proprio nell'aristocrazia feudale che Velletri aveva combattuto fino ad adesso, tra questi due gruppi scoppieranno forti contrasti che metteranno in crisi e indeboliranno la stessa città.
Nonostante tutto nel secolo quattordicesimo Velletri fiorisce artisticamente, ma di quel periodo florido non resta molto.
Con l'ingresso nel quindicesimo secolo Velletri si avvia verso la fine del suo libero comune ma, nonostante tutto, mantiene la sua innata combattività.
In questo periodo infatti la città deve fronteggiare le mire espansionistiche di Ladislao I d'Angiò re di Napoli che aveva dato vita a una campagna di conquista nello Stato pontificio, mentre il re marciava verso Roma, cerco di conquistare Velletri ma la città resistette all'assedio, anche perché riuscì a smascherare una congiura del partito dei lupi che mirava a consegnare la città al re, i responsabile vennero trovati cacciati e le loro case distrutte, lo stesso papa Gregorio XII scrisse a Velletri di punire pesantemente i responsabili del fatto.
Ladislao comunque falli la sua prima impresa di conquistare Roma, ma non la seconda nel 1408 in quest'occasione Velletri dovette arrendersi ma il Re fu Magnanimo e riconobbe alla città i suoi statuti.
Comunque il re di Napoli si arrogava a sé il diritto di nominare il podestà che di sua volta controllava le elezioni degli alti magistrati.
Ancora dopo vari vicissitudini Ladislao torno a Roma per la terza volta, nel 1413 e ancora fu magnanimo con Velletri concedendole ampia clemenza.
Nel 1433 papa Eugenio IV per una lite con i Colonna distrusse il Castello di Lariano, con l'aiuto di 800 soldati Veliterni, i suoi abitanti furono ospitati da Velletri che avrà anche in dono il territorio di Lariano che resterà parte di Velletri fino al 1967.
Nel 1452 nascerà Antonio Mancinelli stimato letterato dell'epoca. 
Tra il 1461-1483 divenne vescovo della città il francese Guillaume d'Estouteville, che farà costruire tra le tante opere il Palazzo vescovile. 
Velletri in questo periodo sarà anche protagonista dei fatti della Guerra del Sale, infatti nel 1482 presso Velletri ebbe luogo un'importante battaglia tra gli eserciti di Sisto IV e Ferdinando re di Napoli.
L'esercito Napoletano con l'aiuto dei Colonna e dei Savelli marciava contro Roma, l'esercito pontificio gli andò incontro guidato da Roberto Malatesta, i pontifici richiesero a Velletri 500 uomini tra cui 250 balestrieri che come già detto erano considerato tra i migliori della zona.
La battaglia fu vinta dai pontifici e a Velletri per ringraziamento dell'aiuto furono consegnati alcuni beni dei Savelli dei territori limitrofi e delle artiglierie turche, oltre a delle insegne di questi ultimi come vessilli della vittoria, queste sono ancora esposte oggi nei musei di Velletri.
Qualche decennio più tardi tramite l'allora vescovo di Velletri Giuliano Della Rovere, il futuro grande papa Giulio II, nel comune arriverà il re di Francia Carlo VIII, siamo all'incirca nel 1495.
Velletri per quest'arrivo preparo una grande accoglienza fatta di archi di trionfo fatti di fiori, vino che fuori usciva dalle fontane al posto dell'acqua.
Il Re di Francia però era accompagnato dal giovane Cesare Borgia, che in realtà era suo prigioniero politico, quest'ultimo tramite l'appoggio di alcuni nobili di Velletri durante la notte riuscì a guadagnarsi la fuga a dispetto dei soldati francesi, quando Carlo lo venne a sapere, ordino ai suoi soldati di distruggere e saccheggiare la città per punizione appena lui fosse partito, solo l'intervento di Giuliano Della Rovere che si dice si butto ai piedi del letto del re appena coricatosi, riuscì a Salvare la Città dalla catastrofe.
Comunque come altri vescovi quando più avanti Giuliano Della Rovere divenne papa, si ricordo di Velletri facendola abbellire di alcune opere d'arte e urbanistiche.
Ormai arrivati nel 1500 il comune, si avvia alla sua fine, infatti da qui a poco il papato sopprimerà ogni forma d'indipendenza nei suoi territori soprattutto nel Lazio.
Comunque nel 1512 a Velletri esisteva ancora una forma d'indipendenza, tanto che fu cambiato ancora il sistema governativo tolti, i “nove buoni uomini” furono insidiati i “priori” anche loro in numero di nove, anche loro erano eletti dal popolo ogni sei mesi e governavano a tre per bimestre, erano aiutati da alcuni ufficiali.
Poi c'era il sindaco che durava in carica un anno e vigilavo sull'ordine e l'igiene della città e si occupava di far eseguire le sentenze. Ancora esistevano le figura del cormelano o depositario che era addetto alle finanze del comune, dei maestri di strada che si occupavano della sicurezza urbanistica e i Grascieri che si occupavo dell'alimentazione.
Esistevano anche figure per la tutela, diremmo oggi, delle fasce deboli; come il medico e il procuratore (difensore legale) dei poveri.
Infine una delle figure più importanti il cancelliere questo era scelto dai priori con l'aiuto del consiglio minore che assisteva i responsabili della cosa pubblica.
Intorno al 1514 Raffaello passa per Velletri e ispirato da una contadina del luogo, dipinge la “Madonna della seggiola”. Arrivati nel 1526 Velletri è ancora coinvolta nelle guerre altrui, stavolta tra Carlo V d'Asburgo e Francesco I di Francia, la città in questo periodo fortifica ancora di più le mura tanto che viene costruita Porta Napoletana ancora oggi esistente. Rimanendo fedele al Papa, questi, gli ordina di attaccare e saccheggiare la vicina Marino dei filo-imperiali Colonna. Ma è nel 1527 che Velletri viene sconquassata dalla guerra quando Roma viene saccheggiata dai Lanzichenecchi nel famoso Sacco di Roma, infatti, i germanici oltre alla città del Papa saccheggiarono anche le campagne limitrofe.
Il papa Clemente VII in questo periodo si era rinchiuso in Castel Sant'Angelo e per Velletri non c'era altro che assoggettarsi a Carlo V che designò i Colonna come sui fiduciari, così che Velletri dovette accettare anche se per un breve periodo dei nobile come fiduciari; anche se bisogna sottolineare come in questo periodo ormai l'era dei comuni era finita e di certo Velletri non poteva combattere contro Carlo Quinto. Una delle preoccupazione maggiori era però che il Colonna poteva avere dei motti di vendetta verso Velletri per il saccheggio di Marino dell'anno precedente, per fortuna non ci furono vendette e con la pace di Barcellona tra il Papa e Carlo si sperava si chiudesse un periodo di guerre; ma per Velletri ormai il comune e il libero governo era finito.
Infatti in questo periodo stava nascendo lo Stato pontificio come lo conosciamo oggi, i Papi sentivano il bisogno di riorganizzare lo Stato Pontificio dopo i vari scismi e la perdita di autorità, così soppressero i vari governi autonomi soprattutto nel Lazio, tra cui quello di Velletri.
Nel 1553 viene instaurata la figura del Vescovo “protettore governatore” e a Velletri fu disegnato Giovanni Pietro Caraffa futuro Paolo IV, Velletri avrà alcuni moti di ribellione e saranno bruciati i libri con le nuove leggi ma alla fine la città si piegherà a questo nuovo ordinamento, che chiuderà uno dei periodi più importanti e gloriosi, ma anche travagliati, della sua storia.

## Età moderna
Velletri perse lo status di libero comune piegandosi al diretto dominio dello Stato della Chiesa nel XVI secolo.
Nel 1744, fu teatro di una battaglia tra gli Austriaci di Maria Teresa d'Asburgo e i borbonici di Carlo di Borbone, che aveva posto il suo quartier generale a Velletri e che rischiò di rimanere ucciso nella battaglia, che fu molto dura e si protrasse fin dentro le mura cittadine; alla fine rimasero sul campo 2700 Austriaci, 4000 Napoletani e anche 1148 Veliterni coinvolti negli scontri (vedi "Battaglia di Velletri"). 
Nel 1798, nell'ambito dei fatti connessi alla Prima Repubblica Romana, anche Velletri si costituì Repubblica gemellata alla Romana (vedi Rivoluzione francese nei Castelli Romani e a Velletri)
Nel 1832, per ordine di Gregorio XVI, Velletri divenne capoluogo della provincia di Marittima.

## Risorgimento e periodo postunitario
Nel 1849, vi si svolse una battaglia in cui Giuseppe Garibaldi in persona sconfisse i Borboni per la causa della Repubblica Romana. 
Velletri fu testimone anche della campagna dell'Agro romano per la liberazione di Roma del 1867 (Notizie su www.museomentana.it).
Nel 1870 Velletri fu annessa al Regno d'Italia, tramite plebiscito, ma perse lo status di capoluogo. Il 19 maggio 1875 Giuseppe Garibaldi tornerà a Velletri invitato dai cittadini che gli renderanno omaggio con la consegna della cittadinanza onoraria, in questa circostanza l'eroe dei due mondi disse che "andava superbo di appartenere alla cittadinanza di Velletri" e in varie lettere di corrispondenza con la città l'eroe italiano dichiarerà di considerare il nobile paese come una seconda terra natia; suo figlio Menotti Garibaldi si stabilirà a Velletri ricoprendo anche cariche politiche dal 1880 al 1901 circa, con grandi risultati per la città come la nascita della cantina sperimentale del vino e lo spostamento della guardia forestale da Cori a Velletri.
Alla morte di Giuseppe Garibaldi nel 1882, Velletri proclamerà tre giorni di lutto per la perdita dell'eroe nazionale e cittadino onorario.

## Storia recente
Nella seconda guerra mondiale la città si troverà al centro della ritirata tedesca e l'avanzata americana da Napoli, per questo subirà duri bombardamenti che la distrussero per l'ottanta per cento, facendo perdere alla città la sua antichissima impronta e costringendo la popolazione ad una ricostruzione con dubbi risultati architettonici ed artistici, la città potrà consolarsi in parte ricevendo la medaglia d'argento al valore civile.
La Velletri di oggi ha perso la sua antica importanza ma rimane un centro di rilievo nella provincia di Roma e anche nel Lazio, potendo contare su vari servizi, come le molte scuole con vari indirizzi scolastici che richiamano studenti anche dalle province vicine come Latina e Frosinone, poi Velletri è anche sede del palazzo di giustizia, dispone di una stazione dei Carabinieri, della Polizia di Stato, della Guardia di Finanza e della Guardia Forestale ed è sede della scuola Marescialli e Brigadieri dell'Arma dei Carabinieri "Salvo D'Acquisto", inoltre qui si trova anche il poligono di tiro militare/civile Vittorio Emanuele III il secondo più grande per affluenza del Lazio.
Nel 2005 Velletri ha visto per la quattordicesima volta un suo vescovo salire alla soglia di Pietro, si tratta di Joseph Alois Ratzinger divenuto Papa Benedetto XVI. Il quale, in data 23 settembre 2007, è tornato a far visita alla sua ex-diocesi. In quest'occasione volendo continuare il rapporto di affetto che la città e i suoi vescovi divenuti Papi hanno sempre avuto, ha regalato alla cittadinanza una colonna bronzea che gli era stata a sua volta regalata da cento comuni della sua natia Baviera; la città a sua volta ha regalato a Benedetto XVI una copia della Crux Veliterna o "Croce di Velletri" che nella lontana metà del Duecento Papa Alessandro IV aveva regalato a Velletri avendola avuta anche lui a sua volta come regalo da Federico II di Svevia.
La Croce fu rubata nel 1983 ma fu ritrovata e riconsegnata alla città nel 1996, proprio quando l'allora Joseph Alois Ratzinger era titolare della Sede suburbicaria di Velletri-Segni.
Inoltre, in questa circostanza la provincia di Roma ha donato a Velletri una statua rappresentate papa Giovanni Paolo II fatta dallo scultore Mark Kostabi.